# ГЕС Еурланн II LF
ГЕС Еурланн II LF – гідроелектростанція на півдні Норвегії за 120 км на північний схід від Бергену. Розташовуючись між ГЕС Еурланн III та ГЕС Еурланн I, входить до складу гідровузла, водозбірний басейн якого розташований на південь та схід від Aurlandsfjorden (велика південна затока найбільшого в країні Согнефіорду).
Відпрацьований станцією Еурланн III ресурс надходить у створене на річці Aurlandsvassdraget (тече до згаданого вище Aurlandsfjorden) водосховище Vetlebotnvatnet. Цей резервуар має площу поверхні 0,75 км² та корисний об’єм 9,8 млн м³, чому відповідає коливанням рівня між позначками 1006 та 1025 метрів НРМ. При роботі станції Еурланн III в насосному режимі Vetlebotnvatnet виконує функцію нижнього резервуару, ресурс із якого запасається у розташованому на 400 м вище водосховищі Nyhellervatnet.
До Vetlebotnvatnet природним шляхом дренується розташоване вище по течії Aurlandsvassdraget друге водосховище Vestredalsvatnet, яке поглинуло озера Ovre- та Nedre Vestredalstjernene. Воно має площу поверхні 2,2 км2 та корисний об’єм 36,8 млн м3, що забезпечується коливанням рівня між позначками 1130 та 1152 метра НРМ.
Крім того, до Vetlebotnvatnet виведено водозбірний тунель довжиною майже два десятки кілометрів, що прямує по правобережжю Aurlandsvassdraget та подає додатковий ресурс із її приток Midjeelvi (у сточищі якої облаштовано аж сім водозаборів, у тому числі п’ять на струмках, що формують її правий доплив Furedøla), Langedøla і Grøna.
Із Vetlebotnvatnet на захід прокладено дериваційний тунель довжиною 9,8 км, який подає ресурс до машинного залу, розташованого в долині Stonndalselvi (ліва притока Aurlandsvassdraget). Сюди ж по тунелю довжиною менше за 1 км надходить вода з водозабору на тільки що згаданій Stonndalselvi.
Основне обладнання станції становлять дві турбіни типу Френсіс потужністю по 30 МВт, які використовують напір у 109 метра та забезпечують виробництво 228 млн кВт-год електроенергії на рік. При цьому в тому ж залі розташовані гідроагрегати станції Еурланн II HF, які використовують іншу водозбірну мережу.
Відпрацьована вода по спільному для станцій відвідному тунелю довжиною біля 7 км транспортується до водосховища Fretheimsdalsvatnet, від якого працює станція Еурланн І.